# Şahlıq
Şahlıq är en ort i Azerbajdzjan.   Den ligger i distriktet Ujar Rayonu, i den centrala delen av landet, 200 km väster om huvudstaden Baku. Şahlıq ligger 11 meter över havet och antalet invånare är 1 038.
Terrängen runt Şahlıq är mycket platt. Närmaste större samhälle är Ağdaş, 19,5 km norr om Şahlıq.
Trakten runt Şahlıq består till största delen av jordbruksmark. Runt Şahlıq är det ganska tätbefolkat, med 80 invånare per kvadratkilometer.